# آلخاندرا ولاسکو
آلخاندرا ولاسکو (انگلیسی: Alejandra Velasco؛ زادهٔ ۲۳ اوت ۱۹۸۵) بازیکن فوتبال اهل کلمبیا است.
وی همچنین در تیم ملی فوتبال تیم ملی فوتبال زنان کلمبیا بازی کرده‌است.